# Élections à l'Assemblée d'Estrémadure de 2015
Les élections à l'Assemblée d'Estrémadure de 2015 (en espagnol : Elecciones a la Asamblea de Extremadura de 2015) se sont tenues le dimanche 24 mai 2015, afin d'élire les soixante-cinq députés de la neuvième législature de l'Assemblée d'Estrémadure.
Le scrutin voit la victoire de la coalition Parti socialiste ouvrier espagnol-Socialistes indépendants d'Estrémadure (PSOE-SIEX), qui remporte une majorité relative des sièges avec une majorité relative en voix.

## Contexte
Depuis la mort de Francisco Franco et l'avènement de la transition démocratique, l'Estrémadure s'affirme comme une terre dominée par le Parti socialiste ouvrier espagnol (PSOE), même si le PP a réussi quelques percées entre 1994 et 1995, puis en 2000, et enfin en 2011.
En effet, les élections autonomiques du 22 mai 2011 ont conduit à une reconfiguration inédite de la scène politique de la communauté autonome. L'alliance Parti populaire-Estrémadure unie, emmenée par le député autonomique et sénateur José Antonio Monago, s'est en effet classée première avec 46,8 % des suffrages exprimés et 32 députés sur 65, ratant d'un seul siège la majorité absolue. La coalition unissant le Parti socialiste ouvrier espagnol et la Coalition estrémègne (PSOE-Reg.), conduite par le président de la Junte Guillermo Fernández Vara, doit en effet se contenter de la deuxième position en réunissant 44,1 % des voix et 30 parlementaires. Ce n'est que la seconde fois depuis 1982, toutes élections confondues, que les socialistes sont relégués à la deuxième place des forces politiques régionales. Enfin, l'association entre la Gauche unie  et les Socialistes indépendants d'Estrémadure (IU-SIEX) parvient à retrouver les bancs de l'Assemblée avec un résultat de 5,8 % qui lui accorde les 3 élus restant à pourvoir. Bien que la gauche soit majoritaire d'un siège, IU-SIEX choisit de s'abstenir lors du débat d'investiture, refusant de voter pour le candidat socialiste ou contre le candidat conservateur. En conséquence, Monago est désigné président d'Estrémadure au second tour de vote.
Les élections municipales, convoquées le même jour, confirment ce nouveau rapport de forces. Premiers, les conservateurs engrangent 45,3 %, alors que les socialistes se contentent là aussi de la deuxième place avec 41 %. Les écosocialistes suivent de loin en recevant 6,3 % des voix. Dans les sept villes de plus de 25 000 habitants que compte l'Estrémadure, le PP se place au pouvoir dans six d'entre elles avec une majorité absolue systématique. Seule Villanueva de la Serena revient au PSOE, qui y remporte également la majorité absolue. En conséquence, les socialistes gardent le contrôle de la députation provinciale de Badajoz tandis que les conservateurs arrivent au pouvoir dans celle de Cáceres, ce qui constitue là encore une première depuis 1983.
Quelques mois plus tard se tiennent les élections générales anticipées du 20 novembre. La domination du Parti populaire se fait encore plus prégnante puisqu'il rassemble 51,8 % des suffrages exprimés et fait élire 6 des 10 députés à pourvoir. Il faut remonter au résultat de l'UCD en 1977 pour voir le centre droit remporter une majorité absolue des voix. Distancé, le Parti socialiste se contente de 37,6 %, score identique aux élections de 1979, la dernière fois qu'ils avaient réalisé un score inférieur à 40 %. Ils reçoivent les 4 derniers sièges. Avec 5,8 %, la Gauche unie confirme sa troisième place avec un résultat stable par rapport aux élections autonomiques.
Le 7 mai 2014, le groupe socialiste, dont les régionalistes ont décidé de sortir l'année précédente, dépose une motion de censure contre Monago et proposant la candidature de Fernández Vara à la présidence de la communauté autonome. Elle est rejetée à l'issue d'une journée de débats le 14 mai par 32 voix contre, 30 pour et 3 abstentions.
Le jeu politique va de nouveau venir se modifier à l'occasion des élections européennes du 25 mai 2014. La liste présentée par le PSOE capte en effet 39,5 % des suffrages exprimés et vire en tête, devant celle proposée par le PP qui se contente de 36,3 %. Si IU valide sa troisième position en totalisant 6,4 %, elle est suivie de très près par le parti social-libéral Union, progrès et démocratie (UPyD), qui parvient à rassembler 5,6 % devant une nouvelle formation issue de la gauche radicale, Podemos, qui recueille 4,9 %.

## Mode de scrutin

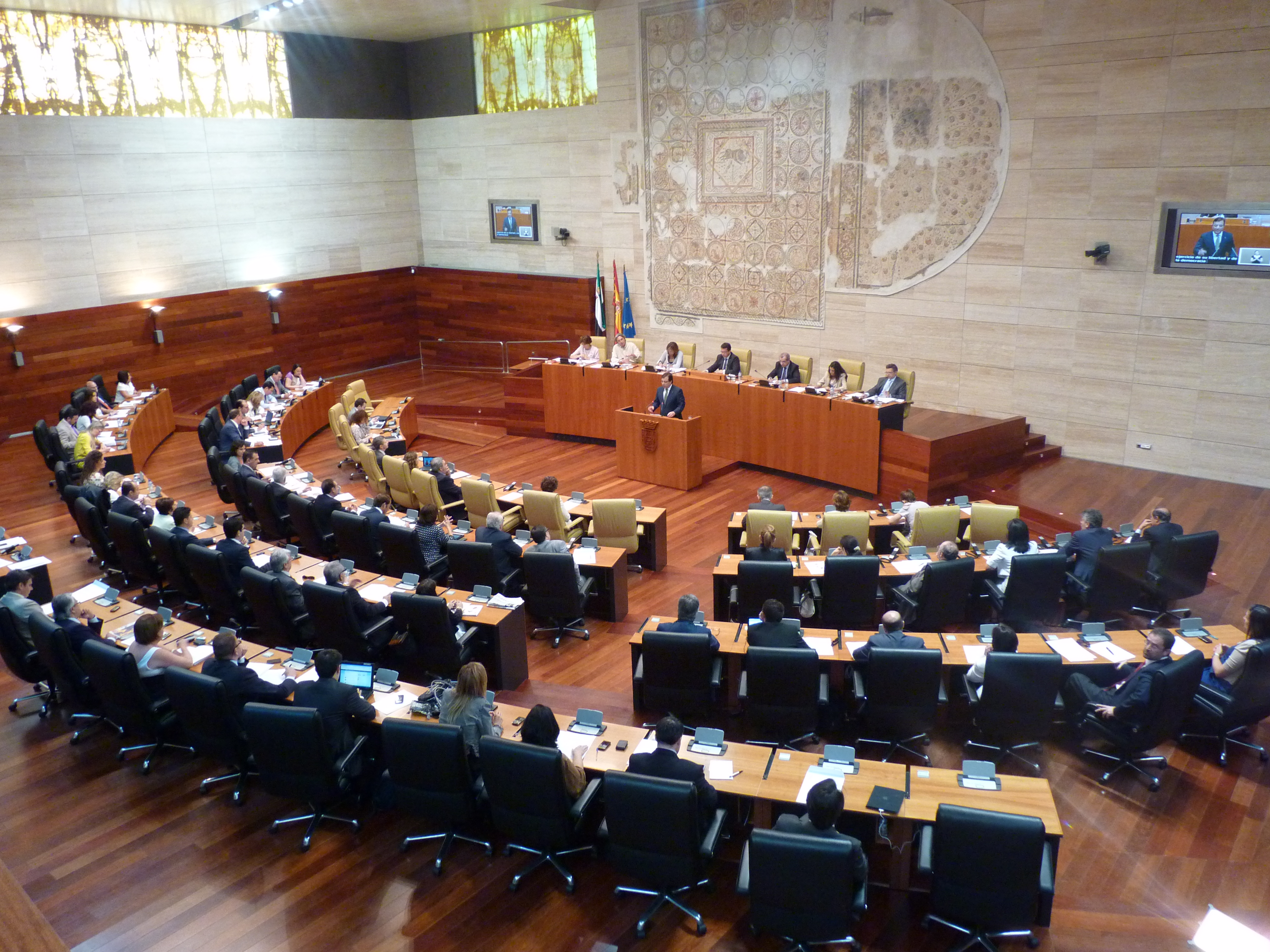
Salle des séances de l'Assemblée.

L'Assemblée d'Estrémadure (en espagnol : Asamblea de Extremadura) se compose de 65 députés, élus pour un mandat de quatre ans au suffrage universel direct, suivant le scrutin proportionnel à la plus forte moyenne d'Hondt.
Chaque province constitue une circonscription, à raison de 35 sièges pour Badajoz et 30 sièges pour Cáceres. Seules les forces politiques – partis, coalitions, indépendants – ayant remporté au moins 5 % des suffrages exprimés au niveau du territoire provincial ou au niveau de la communauté autonome participent à la répartition des sièges.

## Campagne

### Partis et chefs de file
| Force politique | Force politique                                                                    | Chef de file             | Idéologie                                                       | Résultats de 2011          |
| --------------- | ---------------------------------------------------------------------------------- | ------------------------ | --------------------------------------------------------------- | -------------------------- |
|                 | Parti populaire Partido Popular                                                    | José Antonio Monago      | Centre droit Conservatisme, démocratie chrétienne, régionalisme | 46,8 % des voix 32 députés |
|                 | Parti socialiste ouvrier espagnol-SIEX Partido Socialista Obrero Español-SIEX      | Guillermo Fernández Vara | Centre gauche Social-démocratie, progressisme, régionalisme     | 44,1 % des voix 30 députés |
|                 | Gagnons l'Estrémadure-Gauche unie-Les Verts Ganemos - Izquierda Unida - Los Verdes | Pedro Escobar            | Gauche Écosocialisme, communisme, républicanisme                | 5,8 % des voix 3 députés   |

## Résultats

### Voix et sièges
|                          |                                                         |         |       |      |        |               |  |  |  |  |  |  |  |  |
| Parti                    | Parti                                                   | Voix    | %     | +/-  | Sièges | +/-           |  |  |  |  |  |  |  |  |
|                          | Parti socialiste ouvrier espagnol-SIEX (PSOE-SIEX)      | 265 015 | 41,50 | 1,95 | 30     | en stagnation |  |  |  |  |  |  |  |  |
|                          | Parti populaire (PP)                                    | 236 266 | 37,00 | 9,13 | 28     | 4             |  |  |  |  |  |  |  |  |
|                          | Podemos                                                 | 51 216  | 8,02  | Nv.  | 6      | 6             |  |  |  |  |  |  |  |  |
|                          | Ciudadanos (Cs)                                         | 28 010  | 4,39  | Nv.  | 1      | 1             |  |  |  |  |  |  |  |  |
|                          | Gagnons l'Estrémadure-IU-LV (Ganemos-IU-LV)             | 27 122  | 4,25  | 1,47 | 0      | 3             |  |  |  |  |  |  |  |  |
|                          | Coalition estrémadurienne (CEx)                         | 9 305   | 1,46  | Nv.  | 0      | en stagnation |  |  |  |  |  |  |  |  |
|                          | Union, progrès et démocratie (UPyD)                     | 3 947   | 0,62  | 0,44 | 0      | en stagnation |  |  |  |  |  |  |  |  |
|                          | Estrémadure unie (EU)                                   | 3 127   | 0,49  | Nv.  | 0      | en stagnation |  |  |  |  |  |  |  |  |
|                          | Vox                                                     | 1 786   | 0,28  | Nv.  | 0      | en stagnation |  |  |  |  |  |  |  |  |
|                          | Estrémadure en avant (AEx)                              | 1 538   | 0,24  | Nv.  | 0      | en stagnation |  |  |  |  |  |  |  |  |
|                          | Parti animaliste contre la maltraitance animale (PACMA) | 1 502   | 0,24  | Nv.  | 0      | en stagnation |  |  |  |  |  |  |  |  |
|                          | Bajadoz en avant (BA)                                   | 1 245   | 0,19  | Nv.  | 0      | en stagnation |  |  |  |  |  |  |  |  |
|                          | Vote blanc                                              | 8 561   | 1,34  | 0,07 |        |               |  |  |  |  |  |  |  |  |
|                          |                                                         |         |       |      |        |               |  |  |  |  |  |  |  |  |
| Suffrages exprimés       | Suffrages exprimés                                      | 638 640 | 98,14 |      |        |               |  |  |  |  |  |  |  |  |
| Votes nuls               | Votes nuls                                              | 12 134  | 1,86  |      |        |               |  |  |  |  |  |  |  |  |
| Total                    | Total                                                   | 650 774 | 100   | -    | 65     | en stagnation |  |  |  |  |  |  |  |  |
| Abstention               | Abstention                                              | 260 659 | 28,60 |      |        |               |  |  |  |  |  |  |  |  |
| Inscrits / participation | Inscrits / participation                                | 911 433 | 71,40 |      |        |               |  |  |  |  |  |  |  |  |

#### Par circonscription
|             |             |         |         |        |               |         |         |        |               |  |  |  |  |  |  |  |  |
| Sièges      | Sièges      | 36      | 36      | 36     | en stagnation | 29      | 29      | 29     | en stagnation |  |  |  |  |  |  |  |  |
|             |             |         |         |        |               |         |         |        |               |  |  |  |  |  |  |  |  |
|             |             | Nombre  | Nombre  | %      | %             | Nombre  | Nombre  | %      | %             |  |  |  |  |  |  |  |  |
| Inscrits    | Inscrits    | 559 762 | 559 762 | 100,00 | 100,00        | 351 671 | 351 671 | 100,00 | 100,00        |  |  |  |  |  |  |  |  |
| Abstentions | Abstentions | 160 683 | 160 683 | 28,71  | 28,71         | 99 976  | 99 976  | 28,43  | 28,43         |  |  |  |  |  |  |  |  |
| Votants     | Votants     | 399 079 | 399 079 | 71,29  | 71,29         | 251 695 | 251 695 | 71,57  | 71,57         |  |  |  |  |  |  |  |  |
| Nuls        | Nuls        | 7 118   | 7 118   | 1,78   | 1,78          | 5 016   | 5 016   | 1,99   | 1,99          |  |  |  |  |  |  |  |  |
| Exprimés    | Exprimés    | 391 961 | 391 961 | 98,22  | 98,22         | 246 679 | 246 679 | 98,01  | 98,01         |  |  |  |  |  |  |  |  |
|             |             |         |         |        |               |         |         |        |               |  |  |  |  |  |  |  |  |
| Partis      | Partis      | Voix    | %       | Sièges | +/−           | Voix    | %       | Sièges | +/−           |  |  |  |  |  |  |  |  |
|             | PSOE-SiEx   | 171 203 | 43,68   | 18     | 1             | 93 812  | 38,03   | 12     | 1             |  |  |  |  |  |  |  |  |
|             | PP          | 142 147 | 36,27   | 15     | 2             | 94 119  | 38,15   | 13     | 2             |  |  |  |  |  |  |  |  |
|             | Podemos     | 28 565  | 7,29    | 3      | 3             | 22 651  | 9,18    | 3      | 3             |  |  |  |  |  |  |  |  |
|             | Cs          | 15 447  | 3,94    | 0      | en stagnation | 12 563  | 5,09    | 1      | 1             |  |  |  |  |  |  |  |  |
|             | IU-LV       | 18 708  | 4,77    | 0      | 2             | 8 414   | 3,41    | 0      | 1             |  |  |  |  |  |  |  |  |
|             | Autres      | 10 445  | 2,66    |        |               | 12 005  | 4,87    |        |               |  |  |  |  |  |  |  |  |
|             | Blanc       | 5 446   | 1,39    | 3 115  | 1,26          |         |         |        |               |  |  |  |  |  |  |  |  |

### Analyse
Si le nombre d'inscrits progresse de 4 900 en quatre ans, celui des votants est en forte chute puisqu'il recule de 26 000 par rapport à 2011.
C'est la coalition nouvellement formée entre le Parti socialiste ouvrier espagnol et les Socialistes indépendants d'Estrémadure qui se place en tête de cette élection, même si elle abandonne 35 000 voix par rapport au résultat enregistré par le PSOE au précédent scrutin. Bien qu'ils retrouvent leur position de force sur la scène politique, jamais les socialistes n'avaient réalisé un si mauvais résultat dans une élection autonomique. Ils doivent d'ailleurs se contenter de la majorité relative des sièges et finissent de justesse deuxièmes dans la province de Cáceres.
La chute du Parti populaire est aussi spectaculaire que sa percée en 2011. Elle voit son résultat marquer un recul de 71 700 bulletins de vote et retombe ainsi sous la barre des 250 000 voix favorables, un fait inédit depuis l'élection de 1991. Si le centre droit l'emporte d'extrême justesse dans Cáceres, il est nettement distancé par les socialistes dans la province de Badajoz.
Gagnons l'Estrémadure-Gauche unie-Les Verts ayant de nouveau perdu sa représentation au parlement de la communauté autonome du fait d'une régression nette de 11 000 voix, deux nouvelles formations intègrent l'hémicycle. En effet, Podemos atteint directement la troisième place du panorama électoral en captant un peu plus de 8 % des voix, ce qui le place en position d'arbitre. Il ne franchit toutefois le cap des 10 % dans aucune des deux circonscriptions. En outre, Ciudadanos parvient à faire élire un seul candidat, en franchissant tout juste le seuil des 5 % dans la circonscription de Cáceres.

### Conséquences
Le 26 juin 2015, la présidente de l'Assemblée Blanca Martín Delgado propose à l'investiture des parlementaires le nom de Guillermo Fernández Vara. Le 1er juillet, à l'issue de deux jours de débats, il est investi président par 36 voix pour, aucune voix contre et 29 abstentions. Il est officiellement nommé deux jours plus tard.